# Portsmouth Harbour

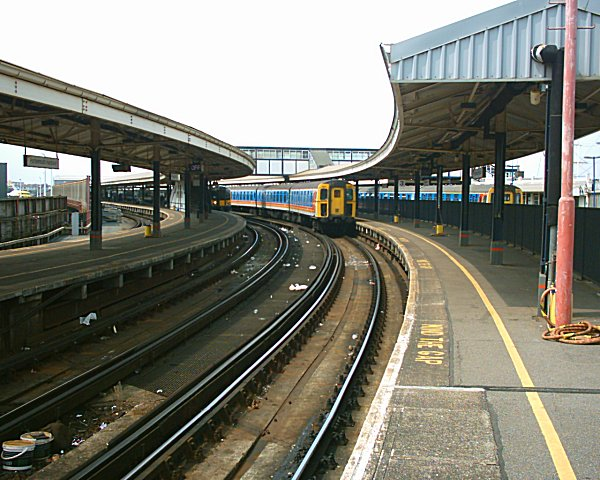
Perony

Portsmouth Harbour – stacja kolejowa w Portsmouth, w Anglii. Posiada 4 perony i obsługuje rocznie ok. 1 454 738 pasażerów (dane za rok 2021/2022).